# Athripsodes sobradieli
Athripsodes sobradieli är en nattsländeart som först beskrevs av Navás 1917.  Athripsodes sobradieli ingår i släktet Athripsodes och familjen långhornssländor. Inga underarter finns listade i Catalogue of Life.